# Norman Nigsch
Norman Nigsch (* 30. Januar 1960) ist ein ehemaliger liechtensteinischer Fussballspieler.

## Karriere

### Verein
Seine Vereinslaufbahn ist bis auf jeweils mindestens einjährige Stationen beim FC Schaan und beim FC Balzers unbekannt.

### Nationalmannschaft
Er gab sein Länderspieldebüt in der liechtensteinischen Fussballnationalmannschaft am 9. März 1982 beim 0:1 gegen die Schweiz im Rahmen eines Freundschaftsspiels, als er in der 82. Minute für Haymo Haas eingewechselt wurde.